# Білялов Білял Шевкетович
Білялов Білял Шевкетович (* 30 грудня 1962) — український актор, режисер, художній керівник і директор Кримськотатарського академічного музично-драматичному театру. Заслужений діяч мистецтв України.

## Біографія
У 1984 році Білял Білялов закінчив Ташкентський театрально-художній інститут, а в 1992 році Всеросійський інститут мистецтв у Москві.
Починаючи з 1986 року — актор Ферганського драматичного театру імені М. Горького. З 1987 по 1989 рік — актор театру-студії «Узбекфільм». З 1989 і по теперішній час працює в Кримськотатарському академічному музично-драматичному театрі — актором, режисером-постановником, з 1991 — головним режисером, а з 1994 — художнім керівником-директором.
У 2007 році відбулася прем'єра фільму Богдан-Зиновій Хмельницький, знятого Кіностудією імені О. Довженка, де Білял зіграв роль кримського хана Ісляма III Ґерая.